# TT129
La tombe thébaine TT 129 est située à Cheikh Abd el-Gournah, dans la nécropole thébaine, sur la rive ouest du Nil, face à Louxor en Égypte.
C'est la sépulture d'un inconnu, datant de la XVIIIe dynastie durant le règne de Thoutmôsis III ou Thoutmôsis IV ou encore les règnes de Thoutmôsis III à Amenhotep II.

## Description
TT129 est une simple chambre rectangulaire à laquelle on accède par un couloir depuis la tombe TT128. La seule peinture qui subsiste représente une scène de banquet funéraire où l'on voit le défunt et sa femme assis (peinture inachevée) devant lesquels une fille offre des libations en présence d'un harpiste et de joueurs de lyre, tambourin, double flûte, harpe et castagnettes.